# Strîmbeni, Hîncești
Strîmbeni este un sat din cadrul comunei Onești din raionul Hîncești, Republica Moldova.

## Istorie
Prima atestare documentară datează din anul 1482:
„Suret de pe ispisoc dela Ștefan vodă Bătrânul, den valet 6990 <1482> august 10 zile.

Adeca adevărata sluga noastră, pan Stan Horja, slujind noăî cu dreptate și cu credința, pentru aceia, văzând a lor dreaptă și cu credința slujba, l-am miluit pre dânsul cu deosebită a noastră milă, am dat și am întărit pre dânsul, întru al nostru pământ, al Moldovei, pre a lui dreapta ocină și moșie, satul anume Horjăștii, la Lăpușna, unde au fost casa lui, den sus de Scorțăști, Fântâna Peperigului, întru acelaș hotar, și alt sat, la Gura Ocoalelor, peste Prut, supt Obârșie, unde să pogoară gura Gârlii, și cu loc de prisacă a Horjii celui Bătrân la obârșia pârâului Gurșava, și Strâmbenii, la Bujor, Fântâna lui Mușat, ca să-i fie de la noi uric, cu tot venitul.”

## Demografie

### Structura etnică
Structura etnică a localității conform recensământului populației din 2004:
| Grup etnic                    | Populație | % Procentaj |
| ----------------------------- | --------- | ----------- |
| Băștinași declarați Moldoveni | 269       | 95,39%      |
| Ucraineni                     | 6         | 2,13%       |
| Ruși                          | 6         | 2,13%       |
| Bulgari                       | 1         | 0,35%       |
| Total                         | 282       |             |